# Eugène Pląskowski
 (octobre 2018).
Eugène Eusèbe Érasme Pląskowski, né le 31 décembre 1805 à Radziki Małe (en) et mort dans le 13e arrondissement de Paris le 19 août 1882 est un militaire polonais, insurgé de 1830.

## Biographie
Eugène Pląskowski est le fils de Ignace et Honorate Karnikowska.
En 1834, il épouse Louise Élisabeth Paillard à Bourges.
Il meurt chez lui, Rue du Chevaleret à Paris, le 19 août 1882.

## Source
- (pl) Cet article est partiellement ou en totalité issu de l’article de Wikipédia en polonais intitulé « Eugeniusz Pląskowski » (voir la liste des auteurs).